# Birgit Johansson
Birgit Anita Christina Frykberg Johansson, född Frykberg 16 mars 1941 i Huddinge, död 1 januari 2020 i Trosa, var en svensk ingenjör och uppfinnare.
Johansson, som var dotter till Karl Frykberg och Emmy Fröberg, avlade ingenjörsexamen vid högre tekniska läroverket i Stockholm 1960. Hon var forskningsingenjör vid AB Atomenergi 1960–1962, forskningsingenjör vid Karolinska Institutet 1962–1974, forskningsingenjör vid Naturvetenskapliga forskningsrådet 1974–1980 samt egen företagare, uppfinnare och konsult från 1980. Hon var verksam inom Folkpartiet i Nyköpings kommun, där hon bland annat var ledamot av kommunfullmäktige och tekniska nämnden. Hon var en av de drivande för utbrytandet av Trosa kommun ur Nyköpings kommun och blev kommunfullmäktiges ordförande i den nya kommunen. Hon var regional rådgivare inom Svenska uppfinnareföreningen. Hon utgav diverse tekniska rapporter 1960–1980 samt egna patent och mönsterskydd från 1980.